# Lac Baudeau
Lac Baudeau är en sjö i Kanada.   Den ligger i regionen Nord-du-Québec och provinsen Québec, i den östra delen av landet, 700 km norr om huvudstaden Ottawa. Lac Baudeau ligger 380 meter över havet. Arean är 27,5 kvadratkilometer. Den sträcker sig 24,2 kilometer i nord-sydlig riktning, och 6,9 kilometer i öst-västlig riktning.
Omgivningarna runt Lac Baudeau är i huvudsak ett öppet busklandskap. Trakten runt Lac Baudeau är nära nog obefolkad, med mindre än två invånare per kvadratkilometer.